# Премія Девіда Роббінса (MAA)
Пре́мія Де́віда Ро́ббінса (англ. David P. Robbins Prize) — наукова нагорода від Математичної асоціації Америки. Вона присуджується за видатні роботи в галузі алгебри, комбінаторики або дискретної математики, з акцентом на новизні дослідження. Окрім якості дослідження, також враховується ясність викладу та доступність для студентів-математиків.
Розмір винагороди становить 5000 доларів США та вручається вона кожні три роки, починаючи з 2008 року.
Нагороду названо на честь Девіда П. Роббінса, математика з Інституту оборонного аналізу (IDA), чиї роботи значною мірою засекречені та який помер у 2003 році

## Лауреати нагороди
- 2023 : Саманта Дальберг (англ. Samantha Dahlberg), Анджела Фолі (англ. Angele Foley), Стефані ван Віллігенбург[en] за їхню статтю Resolving Stanley's e-positivity of claw-contractible-free graphs, J. Eur. Math. Soc. (JEMS)[en], 22:2673-2696, 2020[1].
- 2020 : Обрі ді Грей[en] за його статтю The chromatic number of the plane is at least 5, Geombinatorics[en], 28:18-31, 2018[2].
- 2017 : Роберт Гаф[en] за його статтю Solution of the minimum modulus problem for covering systems, Annals of Mathematics, 181:361-382, 2015[3].
- 2014 : Фредерік Генле (англ. Frederick V. Henle) і Джеймс Генле (англ. James M. Henle) за їхню статтю Squaring the plane, The American Mathematical Monthly, 115:3–12, 2008[4].
- 2011 : Майк Патерсон[en], Юваль Перес[en], Міккель Торуп[en], Пітер Вінклер[en] і Урі Цвік[en] за їхні статті Overhang, The American Mathematical Monthly, 116:19–44, 2009[5] і Maximum Overhang, The American Mathematical Monthly, 116:763–787 2009[6].
- 2008 : Ніл Слоун за The on-line encyclopedia of integer sequences  Notices of the American Mathematical Society, 50:912–915, 2003[7].